# Романківці
Рома́нківці — село у Сокирянській міській громаді Дністровського району Чернівецької області України. 

## Географія
Розташоване на дорозі Чернівці — Сокиряни, 20 км на захід від центру громад — міста Сокиряни. До найближчої залізничної станції Романківці — 2 км. По межі сільської території тече річка Драгіште, яка далі тече Молдовою, впадає у річку Раковець (ліва притока Прута).

## Історія

### Прадавня історія місцевості і села
Первісна людина на берегах Дністра та його приток з'явилася у ранній кам'яній добі — близько 300 тис. років. Подністров'я було досить густо заселене в часи трипільської культури і культури шнурової кераміки (4—5 тис. років тому). Археологічними розкопками виявлено поселення трипільської культури, віком прибл. 5500—3000 років до н. е., неподалік від Романківців — біля с. Гвіздівці в урочищі «Гнила Річка».
У ІІІ ст. до н. е. в ці землі вторглися войовничі кельтські і германські племена бастарнів.
У 105—106 р.р. н. е. римський імператор Траян розгромив державне утворення Децебала і на більшій його частині була заснована римська провінція Дакія. Але Дністровсько-Карпатські землі не підкорялися римській владі. Місцеві племена у ІІІ ст. н. е. утворили могутній союз племен карпів (він і дав назву горам), які постійно здійснювали набіги на Дакію і більш південну римську провінцію Нижню Мезію. Наприкінці ІІІ — на початку IV ст. н. е. склався новий, ще більш могутній союз племен, який згуртував племена фракійців, сарматів, готів і слов'ян. Саме цей союз племен став основою для створення черняхівської культури.
Для черняхівської культури характерно істотне підвищення рівня господарювання. В орному землеробстві застосовувалися нові польові культури, досконаліші рала з полозом, серпи і коси, ручні млини, коні й воли — як тяглова сила. Складнішою і досконалішою стала ремісницька техніка. У поселеннях у великих будинках (65—120 м².) жили великі патріархальні сім'ї. Але поступово збільшувалася кількість і малих сімей. У рештках поселень знаходили ключі і замки. Але в кінці IV ст. відбулося нашестя кочових племен гунів із Центральної Азії і майже всі черняхівські поселення були знищені або залишені. Дністровсько-Прутське межиріччя майже повністю знелюдніло.
Починаючи з Х ст. тут започатковується Попрутська оборона лінія Київської Русі, котра була повністю сформована галицькими князями в середині ХІІ ст.
У середині ХІІ ст. територія межиріччя Дністра та Пруту була відрізана від Русі половцями. Русичі, що жили по Дністру (нащадки улічив і тиверців) пішли в ліси кодрової зони Молдови і Хотинської лісової зони. Ослаблення і розпад Давньоруської держави призвів до того, що територія Південної Бессарабії увійшла у сферу впливу Галицько-Волинського князівства. У ХІІ—ХІІІ ст. територія нинішнього села перебувала майже на самому кордоні Галицько-Волинського князівства. Кордон проходив біля хутора Галиця і чи входила територія, яку на цей час займає село, до складу Галицько-Волинського князівства — не відомо, як не відомо і те, чи взагалі існувало саме в ті часи поселення на місці Романківців. У будь-якому разі, Галицько-Волинське князівство не мало можливості встановити повний контроль на цій території.
У 1241 р. через північнобессарабські землі до Центральної Європи пройшли монголо-татарські орди хана Батия. Були зруйновані великі і малі поселення, багато людей було знищено або забрано у полон. Галицько-Волинське князівство підпало під владу Золотої Орди. Але в подальшому монголи всі свої військові походи здійснювали минаючи східне Прикарпаття, в тому числі Північну Бессарабію, на яку і галицьке князівство майже остаточно втратило вплив. На території знову ж такі в основному мешкало слов'янське населення, яке суттєво перевищувало волошське. У середній частині сучасної Молдови в поселеннях серед місцевого населення проживали і ординці, які володіли землями, збирали данину. Збирали вони її і на землях північного Подністров'я. У 1345 р., коли угорські війська здолали татар і вигнали їх з правобережжя Дністра, територія відійшла до Угорщини.
Приблизно у 1359 р. волошському воєводі Богдану вдалося здобути незалежність від Угорського королівства і створити самостійне Молдавське князівство. А після перемог русько-литовських військ над монголо-татарами у Синіх Водах в 1362 р. і після Куликовської битви у 1380 році воєвода Богдан все більше розповсюджував владу князівства на територію східного Прикарпаття. У 1392 році він вже називає себе воєводою землі Молдовської від гір до моря. Напевне, що приблизно тоді ж територія Романківців теж попала під владу князівства.

### Давня історія місцевості і села
Улітку 1475 року молдовський господар приніс васальну присягу угорському королю. Відповідно і територія сучасних Романківців опинилися під владою Угорщини. Улітку 1476 р. турецька армія за підтримки кримських татар пройшли через всю Молдову до Хотина, але молдовське військо застосувало тактику постійного відступу і спустошення населених пунктів, внаслідок чого турки пішли за Дунай через голод у армії. Але війни з османами продовжувалися. Молдова фактично постійно була змушена утримувати турецькі війська від походів на Європу і була виснажена. У 1489 р. Молдова уклала мир з турками, а згодом (приблизно в 1500 р.) і з Московським царством. На це образилися поляки і в 1497 р. у Північну Бессарабію увійшла польська армія. Але Московське царство не допустило приходу на допомогу полякам литовського війська і послаблена польська армія була розбита молдовським військом.
Усе ж такі Молдавське князівство спочатку було змушене платити туркам данину, потім визнало васальну залежність у 1512 р. До 1538 року завершився процес встановлення повного турецького володарювання на території, що належала Молдовській державі. З того часу теритррія Романківців опинилася під владою Туреччини, входила до створеної турками адміністративно-територіальної одиниці, на кшталт повіту — Хотинської райї. Через це, навіть після звільнення від турецького панування, населення цієї території тривалий час називали райками або райлянами.
Уперше Романківці документально згадані у 1565 році.
У 1768 році спалахнула чергова Російсько-турецька війна, яка тривала до 1774 року. Територію від турків у 1769 році звільняла російська армія під командуванням генерал-фельдмаршала князя А. А. Прозоровського. Безпосередньо в селі та поряд із ним боїв не було. Бойові зіткнення відбувалися на території сучасного Кельменецького району. Але достеменно відомо, що 16 квітня 1769 року значна частина армії разом з князем зупинялася на постій в селі Романківці. 17 квітня армія перейшла в табір під селом Новоселиця, а ввечері перейшла під село Нелипівці.
18 квітня російська армія розташувалася правим флангом до с. Вартиківці. Саме там відбулася одна з битв з турецьким військом під командуванням Алі-Паши. У неприятеля було відбито чотири прапори, два бубни (цей значний символ турецької армії), убито понад 300 вояків, відбито 200 коней. Російські війська понесли значно менші втрати. Були вбиті: 3 гусар, полковник козачий Пушкарьов, 1 осавул, 13 козаків, 4 коня. Поранені: 1 вахмістр, 1 капрал, 1 трубач, 7 гусар, полковник козачий Федотов, який на другій день від рани помер, 4 осавулів, 5 хорунжих, 1 сотник, 1 п'ятидесятник, 19 козаків.
Після завершення цієї війни Романківці (як і вся Бессарабія) входять до складу Російської імперії. Точніше, формально на той час це була нейтральна територія, яка не підлягала заселенню ні турецькою ні російською сторонами, але фактично вона перебувала під контролем Росії.
За Бухарестським мирним договором 1812 року, укладеному між Туреччиною і Росією, ця територія остаточно була приєднана до Росії. Село стало волосним центром Хотинського повіту Бессарабської губернії. Адміністративним центром губернії став Кишинів. До речі, до складу сусідньої волості входили містечко Сокиряни (волостний центр) та села Коболчин, Білоусівка казьонна, Білоусівка приватна (це офіційний адмінрозподіл), Гвоздоуци, Михалків, Ломачинці, Ожев, Раскопинці, Волошків, Окниця, Михалашани, Гринауци, Бирладяни, Ходороуци, Клокушна. Назви зазначено близько до офіційних назв того часу.
За даними на 1859 рік у власницькому селі мешкало 1322 особи (658 чоловічої статі та 664 — жіночої), налічувалось 290 дворових господарств, існували православна церква та завод.
Станом на 1886 рік у власницькому селі, центрі Романкоуцької волості, мешкало 2203 особи, налічувалось 373 дворових господарства, існували православна церква та школа.

### До початку Німецько-радянської війни
Після жовтневої революції 1917 року, а саме наприкінці лютого 1918 р. австро-німецькі війська захопили Романківці. Після розпаду Австро-Угорщини у листопаді 1918 року село загарбала боярська Румунія. Розпочалися кривавий терор, нещадне пограбування, примусові реквізиції. Спалахнуло Хотинське повстання. Романківці були одним із центрів цього повстання.
Тривалий час з початку румунської окупації на території Хотинського повіту діяла гайдамацька група Поліщука і Буди, які зухвало грабували поміщиків, представників румунської влади і євреїв, які прислуговувалися окупантам. Майже все награбоване Поліщук і Буда роздавали селянам. Про них народ складав легенди, та навіть пісню молдовською мовою. Поліщук — колишній унтерофіцер царської армії, грамотна людина. Буда був неграмотним селянином, але не менш відчайдушним. Владам декілька разів вдавалося заарештовувати гайдамаків, але вони весь час тікали і продовжували свою боротьбу. Але все ж, через деякий час, жандарми у черговий раз піймали Поліщука і щоб позбутись, спровокували йому втечу, та під час цей спроби застрелили. Буда сидів у тюрмі, був звільнений радянськими військами, воював і героїчно загинув на фронті.
Боротьба селянства проти румуно-боярського гніту, за возз'єднання з Радянською Україною, не припинялася аж до 28 червня 1940 року. З великою радістю населення Романківців зустріло своїх визволителів.
На початку липня 1940 року в Романківцях почала діяти сільська Рада депутатів трудящих, яку очолив комуніст І. В. Марченко. Скоро після цього відбулися загальні збори жителів з приводу розподілу поміщицької і церковної землі та майна серед трудящих. Одержавши землю, селяни почали готуватися до організації сільськогосподарської артілі. Для ознайомлення з колективними господарствами у вересні 1940 року в складі делегації молодої Чернівецької області у колгоспах Дніпропетровщини побував романківчанин С. О. Гандзій. Повернувшись до рідного села, він розповідав про незабутнє враження від колгоспів. Порадившись, селяни вирішили раз і назавжди покінчити з нестатками й об'єднатися в колгосп. 31 січня 1941 року почав діяти колгосп, названий іменем маршала Радянського Союзу С. К. Тимошенка. Головою правління обрали бідняка С. О. Гандзія. Артіль швидко зростала. Молодому господарству Радянська влада подавала всебічну підтримку й допомогу.
Ще наприкінці 1940 року в Романківцях почала роботу машинно-тракторна станція. У першу колгоспну весну на ланах артілі вже працювало п'ять тракторів. Справою соціалістичної перебудови села керувала сільська територіальна первинна партійна організація, яка була створена 27 листопада 1940 року, першим її секретарем був Ф. В. Терехов. З січня 1941 року в Романківцях почала діяльність і комсомольська організація, яку очолював вчитель Васильєв. У квітні в ній вже налічувалося 18 комсомольців. Профспілкова організація об'єднувала 24 члени.
На кінець 1940 року в Романківцях проживало 5644 особи, з них понад 4600 становили українці. Трудящі села активно включилися до політичного і громадського життя. 12 січня 1941 року населення вперше брало участь у виборах до Верховних Рад СРСР і УРСР. За кандидатів блоку комуністів і безпартійних одностайно проголосували всі виборці.
Організаційно-господарському зміцненню колгоспу значну увагу приділяв Сокирянський райком партії. 24 травня 1941 року на засіданні бюро було розглянуто питання про становище в колгоспі ім. С. К. Тимошенка і вжито заходів до усунення помилок.
Переборюючи труднощі, молодий колгосп міцнів і зростав. Держава допомогла йому насінням, МТС — своєчасно і високоякісно провести весняно-польові роботи.
Багато було зроблено і в культурному будівництві на селі. З вересня 1940 року почала роботу неповна середня школа. Всі діти шкільного віку пішли до школи, в якій навчання велося рідною українською мовою. Розпочато було роботу по ліквідації неписьменності серед дорослого населення. Перші вчителі О. П. Артеменко, Н. П. Бевз та інші вели значну громадську роботу. При сільському клубі розгорнули роботу гуртки художньої самодіяльності, агрономічний та інші. Почала діяти лікарня на 35 ліжок та пологове відділення.
Селяни жадібно потяглися до книги, до газети. У 1941 році мешканці села передплатили понад 2 тис. примірників газет і журналів.

### У роки Німецько-радянської війни
Соціалістичній перебудові села дуже зашкодив напад на СРСР нацистської Німеччини і її сателітів, зокрема королівської Румунії.
Наступальні бойові дії разом із румунськими з'єднаннями вела 11-та армія генерал-полковника фон Шоберта з групи армій «Південь» (командувач генерал-фельдмаршал фон Рундштедт). У ніч з 2 на 3 липня 1941 р. 54-й і 30-й армійські корпуси ворога завдали головного удару в напрямку Яси, Бєльці, а 11-й німецький і румунський кавалерійський корпуси форсували річку Прут у районі с. Стефанешти і розвили наступ у південно-східному напрямку на Могилів-Подільський. Їм протистояли червоноармійці 18-ї армії (командувач генерал-лейтенант Смірнов А. К., член військової ради корпусний комісар Ніколаєв Т. Л.), 189-та і 130-та стрілецькі дивізії.
13 липня 1941 року румунські війська окупували Романківці.
Окупанти пограбували майно українців та колгоспу ім. С. К. Тимошенка. З Романковецької МТС вони вивезли до Румунії все майно — машини, запчастини тощо. З села забрали у нацистське рабство 126 чоловік, багатьох засудили і відправили в табори та до в'язниці за співчуття Радянській владі. Окупанти заподіяли збитків установам, організаціям, і селянам більш як на 3 млн. 570 тис. карбованців.
Один з організаторів антинімецької боротьби в Сокирянському районі В. Маковей вів розвідувальну роботу на станції Романківці та в інших місцях, збирав і передавав цінні відомості про розташування й пересування німецько-румунських військ і інші агентурні дані. Московські підпільники розповсюджували зведення Радінформбюро, листівки. Один з учасників цієї групи П. Я. Чайковський нагороджений радянською медаллю «За бойові заслуги».
У ніч на 13 січня 1944 року поблизу Романківців висадилась на парашутах радянська партизанська група із загону ім. Чапаєва № 2. Німці помітили партизанів. Три дні продовжувався запеклий бій, у якому загинула російська радистка Віра Бірюкова, родом із Березників Пермської області.
На фронтах Німецько-радянської війни проти гітлерівських загарбників билися понад 530 чоловік із числа мешканців села, з них 308 загинули смертю хоробрих. Їх подвиг увіковічений пам'ятником-монументом, установленим у центрі села. Понад 250 жителів села нагороджено бойовими орденами й медалями. Багато з них брали участь у боях за Прагу, Будапешт, Кенінгсберг і Берлін, а також у війні з Японією.
У березні 1944 р. війська 2-го Українського фронту під командуванням генерала армії Івана Конєва (який щойно прийняв командування фронтом після загибелі генерала армії Миколи Ватутіна), у взаємодії з військами 1-го Українського фронту (під командуванням маршала Георгія Жукова), провели одну з найважчих військових операцій цієї війни — Умансько-Ботошанську наступальну операцію. Радянським військам протистояла німецька група армій «Південь» під командуванням генерала-фельдмаршала Еріха фон Манштейна. У смузі 2-го Українського фронту оборонялися німецькі 8-ма армія (під командуванням генерала пехоти Отто Велера) і частина сил 6-ї армії (під командуванням генерал-полковника Карла Голлідта), які налічували 20 дивізій, зокрема 4 танкові та 2 моторизовані. Війська 2-го Українського фронту розгромили німецьку 8-му армію і частину сил 6-ї танкової армії, розсікли смугу оборони німецької групи армій «Південь», звільнили значну частину Правобережної України і Молдавської РСР та увійшли на територію Румунії.
Підтримку військам з повітря надавала 5-та повітряна армія (командувач генерал-лейтенант авіації генерал-полковник авіації Сергія Горюнова). Радянська 40-ва армія під командуванням генерал-лейтенанта Пилипа Жмаченка отримала наказ, рухаючись уздовж Дністра, відрізати шлях до відступу 1-й танковій армії гітлерівців, якою командував генерал-полковник Ганс Губе.
25 березня 1944 року Романківці були визволені від окупантів.

### Повоєнні роки
Одразу відновила роботу сільська Рада, головою якої став М. Д. Гангал. Селяни взялися за відбудову села, за ліквідацію тяжких наслідків окупації. Вони організовано провели весняну сівбу. У польових роботах велику допомогу подавала новостворена Романковецька МТС. Водночас селяни всебічно допомагали Червоній Армії, у фонд якої до 15 липня 1944 року вони заготовили 200 тонн хліба та зібрали грішми на військову позику 65 тис. карбованців.
В організації трудівників села на ліквідацію тяжких наслідків німецького урядування та на соціалістичну перебудову господарства керівну роль відігравала партійна територіальна організація, що відновила свою діяльність в червні 1944 року. До її складу ввійшли комуністи МТС і села, очолював її І. К. Когут. У відбудові зруйнованого господарства активну роль відіграла первинна комсомольська організація, відроджена у серпні 1944 року. Її секретарем на той час був М. К. Вахнован.
1945 року в селі налічувалося 25 комсомольців. Вони доклали багато зусиль, щоб допомогти дітям-сиротам, зібрали для них багато хліба, близько 3 тис. крб., необхідний одяг.
Велику допомогу подала трудящим Романківців держава. Лише за 1944 рік матеріальну допомогу одержали 155 осіб, різні пільги — 101 сім'я червоноармійців і 235 сімей престарілих. Тоді ж почалася підготовка до відродження пограбованого окупантами колгоспу.
До кінця 1945 року було створено кілька земгромад, які відіграли позитивну роль у підготовці села до суцільної колективізації. Корисною в цьому відношенні була діяльність і супряжних груп. Вони обслужували 950 безкінних селянських господарств. 20 жовтня 1945 року було організовано ініціативну групу, а через тиждень відроджено колгосп ім. С. К. Тимошенка.
Улітку 1946 р. територія колишньої Бессарабії (у тому числі і Сокирянщина) опинилася у важкому становищі. Вже в липні стало ясно, що велика частина площ ранніх і пізніх культур загинула, а що залишилася — дасть незначний врожай. Забій худоби через недолік кормів доходив до його масового винищування. Попри це, були розпочаті хлібозаготівлі, які були розраховані раніше на середньостатистичний врожай і які становили майже 3/4 фактично зібраного. Ситуація, що склалася в сільському господарстві ігнорувалася керівництвом республік, як України, так і Молдови, хоча партійні і радянські органи на місцях в основному реально оцінювали обстановку і неодноразово порушували питання про необхідність значного скорочення обсягів хлібозаготівель. Голод вразив і інші регіони країни, що постраждали від посухи, — більшість районів України, областей Центрального Чорнозім'я, Нижнього Поволжя, Приморського краю.
Настали страшні часи голодомору. Селян певною мірою рятував майже небувалий ні до того, ні після того врожай грибів, ягід, навіть жолудів. Багато мешканців їхали за жомом на Західну Україну. Далеко не всі з них повернулися. У селі люди пухли з голоду. Люди стали байдужими до решти, навіть до родичів. Багато мешканців села померло.
Улітку 1947 р. найбільш важкі наслідки посухи були переборені. Восени був отриманий непоганий врожай — у чотири рази більший, ніж у 1946 році. Врожайність зернових практично досягла довоєнного рівня.
Переборюючи тяжкі наслідки голодомору та інші труднощі, відновлений колгосп зростав і міцнів. У серпні 1947 року в Романківцях з'явилося ще три колгоспи: ім. газети «Правда», «Ленінський шлях» та ім. Крупської. Колективізацію було повністю завершено.
Серед перших комуністів були І. Г. Бабій, М. Д. Гангала, О. М. Кувіла, О. П. Цап та інші.
З березня 1941 року до входу в село німців і з березня 1946 до серпня 1950 року колгосп ім. С. К. Тимошенка очолював М. Д. Гангал. Радянський уряд нагородив його орденом Трудового Червоного Прапора і медалями. Восьмеро дітей виховав з своєю дружиною цей ветеран праці і організатор колективного господарства. Всі вони потім працювали в артілі, яку створював батько. Інші колгоспи очолювали комуністи І. Г. Пастушок, Я. Д. Цитрін, М. П. Щербатий. В листопаді 1950 року партійна організація налічувала вже 16 комуністів, комсомольська організація — близько 50 членів.
Докорінно поліпшилося медичне обслуговування населення. Вже в перші роки після визволення в селі було відкрито аптеку. Споруджено нове приміщення лікарні на 50 ліжок, кабінети якої обладнано сучасним устаткуванням. В лікарні працювали 6 лікарів та 25 чоловік середнього медперсоналу.
У серпні 1950 року 4 колгоспи села об'єдналися в один — ім. С. К. Тимошенка. З листопада 1957 року артіль мала назву ім. XX з'їзду КПРС. У 1957—1964 pp. її очолював комуніст О. І. Вольський. Укрупнений колгосп впевнено розвивався, ставав багатогалузевим господарством. На кінець семирічки на його полях у два рази збільшились врожаї зернових, у три рази зросло поголів'я великої рогатої худоби, в десятеро — поголів'я свиней. Тепер він мав добру матеріально-технічну базу: 34 трактори, понад 20 різних комбайнів, 24 вантажні, 1 пожежну і 2 легкові автомашини. За колгоспом було навічно закріплено 3971 га сільськогосподарських угідь, з них 3425 га орної землі, 184 га сінокосів, 182 га пасовиськ. Наполегливо працювали хлібороби Романківців. Дбайливо використовуючи техніку, при добрій організації праці вони добились високих сталих врожаїв. Середня врожайність зернових у ювілейному 1967 році становила близько 34 ц з га., у тому числі пшениці по 36,6 ц. Значна увага приділялася розвиткові тваринництва.
Щороку міцнів колгосп. Неподільний фонд його на кінець 1967 року перевищив 2 млн. 800 тис. карбованців. З розвитком колгоспу підвищувалась і оплата праці. У порівнянні з 1950 роком оплата людино-дня у 1967 році зросла у 6 разів.
Та найбільшим багатством колгоспу були його люди — невтомні трудівники, справжні майстри своєї справи. Кілька десятків хліборобів було нагороджено орденами і медалями та були учасниками Всесоюзної виставки досягнень народного господарства. Серед передовиків виробництва — комбайнер К. Ф. Бельський. У 1967 році він зібрав зернових і технічних культур з 457 га., намолотив 1357 тонн зерна. За самовіддану працю та успіхи в колгоспному виробництві його було нагороджено орденом Трудового Червоного Прапора та двома медалями ВДНГ, а пізніше йому було присвоєно звання Героя Соціалістичної Праці. К. Ф. Бельський обирався членом обкому КП України, депутатом обласної Ради депутатів трудящих.
Добрими показниками відзначався і комбайнер А. М. Шевчук, який у 1967 році комбайном «СК-4» зібрав урожай з 425 га зернових і технічних культур, намолотивши 1270 т зерна. Пошану серед трудівників здобули ланкові — М. П. Заяць, К. П. Гандзій.
Колгосп ім. XX з'їзду КПРС був не єдиним господарством в Романківцях. У селі працював державний млин, лісництво, відділення «Сільгосптехніки», пункт «Заготзерно», буряко-приймальний пункт, плодоовочева база, хлібозавод.
За роки Радянської влади змінився також і зовнішній вигляд села. На місці старих похилених селянських хаток під солом'яною стріхою з'явилися нові просторі котеджі під бляхою, шифером і черепицею. Окрасою будинків було мереживо з бляхи, яким оторочена покрівля і фігурні димарі. Кожний новий будинок має веранду, рами якої виготовляються у вигляді найрізноманітніших геометричних фігур і нагадують візерунковий килимок.
Щороку до ладу ставали десятки житлових будинків і допоміжних приміщень. Лише за свої кошти колгосп спорудив 16 культурно-побутових об'єктів, у тому числі приміщення середньої школи, Будинок культури на 600 місць, побутовий комбінат, лазню, дитячі ясла на 70 місць, 2 будинки для фахівців тощо. По будівництву культурно-побутових об'єктів колгосп ім. XX партз'їзду посідав одне з перших місць в області, за що його в 1967 році було відзначено ювілейною медаллю ім. Т. Г. Шевченка.
Відійшли в минуле курний каганець і гасова лампа. Лампочки Ілліча засяяли в громадських установах, в будинках колгоспників, освітили вулиці ще з 1948 року. У побуті широко використовувалися газобалонні установки на кухнях. До послуг населення — телефонна станція, відділення зв'язку. У селі діє широка торговельна мережа — 18 магазинів, кіосків, буфетів. Про зростаючий добробут трудящих свідчило і те, що в особистому користуванні їх було 7 легкових автомашин, 220 мотоциклів, понад 1000 велосипедів, 300 телевізорів, 1390 радіоприймачів, 1320 швейних машин.
Швидкими темпами зростав у післявоєнні роки культурний і духовний рівень трудівників села. Особливо яскраво це було видно на розвиткові народної освіти. Уже в перший рік після визволення в селі були відкриті дві початкові і одну неповну середню школи. У 1951 році в новозбудованому двоповерховому приміщенні відкрито середню школу. Загалом у Романківцях було відкрито 4 школи, з них 2 середні і 2 початкові, у яких навчалося понад 1000 дітей, трудилося 72 учителів.
За роки Радянської влади виріс великий загін місцевої інтелігенції. 50 чоловік здобули вищу освіту — стали вчителями, лікарями, інженерами, спеціалістами сільського господарства, журналістами, офіцерами Радянської Армії, науковими працівниками тощо. Син романковецького селянина К. Ф. Попович став кандидатом філологічних наук, працював в АН Молдавської PCP, був членом Спілки радянських письменників. Він — автор кількох монографій з історії російсько-українсько-молдавських літературних зв'язків та роману «Заграва над Дністром», присвяченого революційним подіям 1917—1920 років на Сокирянщині. Романківчанин І. Д. Самусь — доктор фізико-математичних наук. 90 чоловік з села здобули середню спеціальну освіту, 400 мають загальну середню освіту, 110 — навчаються у вузах і технікумах. Уся молодь села навчалася. Добре було налагоджено культурно-масову роботу. Комсомольці й молодь ще у 1944 році відремонтували І обладнали сільський клуб, створили гуртки художньої самодіяльності. Вже тоді драмгурток на районному огляді художньої самодіяльності зайняв перше місце за постанову п'єси «Бувальщина».
Завжди було людно у новому Будинку культури та в клубі при відділенні «Сільгосптехніка». У Будинку культури був обладнаний широкоекранний кінотеатр, працювали драматичний, хоровий, танцювальний та інші гуртки.

## Населення

### Мова
Розподіл населення за рідною мовою за даними перепису 2001 року:
| Мова            | Кількість | Відсоток |
| --------------- | --------- | -------- |
| українська      | 5007      | 98.84%   |
| російська       | 42        | 0.83%    |
| румунська       | 15        | 0.30%    |
| інші/не вказали | 2         | 0.03%    |
| Усього          | 5066      | 100%     |

## Відомі люди
- Босак Василь Михайлович (* 9 листопада 1933) — Історик, ураєзнавець.
- Бельський Костянтин Францович — новатор сільськогосподарського виробництва.
- Борух Бендерський (1880—1953) — аргентинський єврейський письменник і журналіст.
- Бурдейна Пелагія Леонтіївна — українська ткаля-килимарниця. Майстер народної творчості.
- Гандзій Василь Васильович (* 1930) — поет, фольклорист, історик та етнограф, публіцист.
- Зяблюк Михайло Павлович — український видавець, журналіст, правознавець.
- Зяблюк Микола Гордійович — радянський і російський американіст, спеціаліст по лобізму в США. Кандидат філологічних наук, доктор політичних наук. Народився 24.11.1935 р., с. Романківці, Хотинський повіт, з 1940 р. Сокирянський район. У 1953 р. закінчив залізничне училище, працював слюсарем у залізничному депо, бетонником на шахтах м. Краснодона, вантажником, кочегаром, каменярем, учнем прохідника і прохідником. У 1963 р. закінчив факультет журналістики Ленінградського державного університету ім. А. О. Жданова, працював літературним працівником у газеті «Тюменская правда», начальником відділу наукової інформації Тюменського філіалу Всесоюзного науково-дослідного інституту «Газпрому». Навчався в аспірантурі факультету журналістики Московського державного університету ім. М. В. Ломоносова, де у 1969 р. захистив дисертацію на здобуття наукового ступеня кандидата філологічних наук «Публик рилейшнз» и пресса США: (Система управления социальной информацией, роль и место печати в этой системе)", яка стала першою в СРСР науковою роботою присвяченою феномену зв'язків з громадськістю, яка сприяла введенню у вітчизняний науковий обіг поняття «піар». З 1970 р. — головний науковий співробітник сектору внутрішньополітичних досліджень Відділу внутрішньополітичних досліджень ИСКРАН (Інститут США і Канади Російської академії наук). У 1977 р. в Інституті США і Канади РАН захистив дисертацію на здобуття наукового ступеня доктора політичних наук на тему «Лобизм в политической системе США». Був членом дисертаційної ради із захисту дисертацій на здобуття ступеня доктора наук, членом експертної ради Вищої атестаційної комісії з політології при Міністерстві освіти і науки РФ. Автор багатьох наукових праць, біля десяти монографій; «Индустрия управляемой информации», «США: лобизм и политика», «Государство и малый бизнес США», «Власть. Деньги. Выборы. Американский опыт», «Лобизм в процессе принятия решений по вопросам внешней политики США». Помер 05.05.2011 р., Москва, Росія. Юхим Гусар.

- Кошель Олексій Миколайович (* 1973) — український політолог, журналіст, історик, поет, краєзнавець, кандидат історичних наук (2000).
- Попович Костянтин Федорович — кандидат філологічних наук, працював в Академії наук Молдавської PCP, був членом Спілки радянських письменників, автор кількох монографій з історії російсько-українсько-молдавських літературних зв'язків та романів, що присвячені революційним подіям 1917—1920 років на Сокирянщині.
- Яцунь Олександр Михайлович (* 1965) — український науковець і профспілковий діяч, голова Київської міської організації Профспілки працівників освіти і науки України, заслужений працівник освіти України.
- Чайковський Василь Якович (1921—2004) — український філософ, публіцист, педагог.
- Глубоченко Григорій Іванович (1959–1991) — головний лікар сільської лікарні

## Світлини

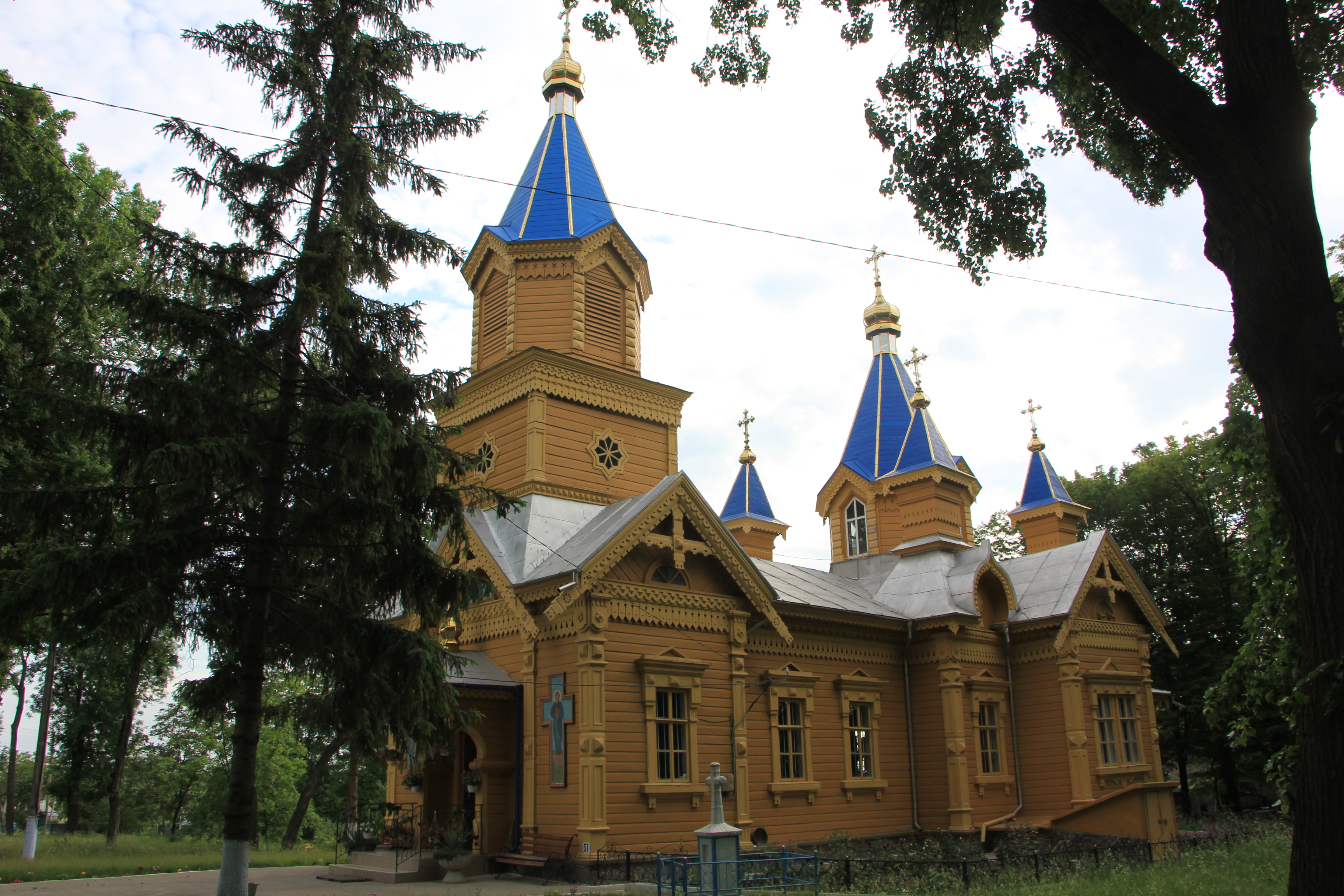
Церква Св. Арх. Михайла 1894 с. Романківці